# Ružmarin i najljepše neobjavljene pjesme
Ružmarin i najljepše neobjavljene pjesme – kompilacja zespołu Hari Mata Hari. Została wydana w 2002 roku.

## Tytuły piosenek
1. „Ružmarin”
2. „Ja ne pijem" (latino mix)
3. „Sedamnaest ti je godina”
4. „Emina”
5. „Ostavi suze za kraj”
6. „Nek' nebo nam sudi”
7. „Nije čudo što te volim ludo”
8. „Crni snijeg”
9. „Ti si mi droga”
10. „K'o prvi dan”
11. „Ruža bez trna”
12. „Bilo je lijepo dok je trajalo" (remix 2002)
13. „Poslije nas”
14. „Ja te volim najviše na svijetu”

## Członkowie zespołu

### Hari Mata Hari
- Hajrudin Varešanović – wokal
- Izo Kolećić – perkusja
- Karlo Martinović – gitara solo
- Nihad Voloder – gitara basowa